# Ardon (fiume)
L'Ardon (in russo Ардон?; in osseto Æрыдон, Ærydon) è un fiume di montagna del Caucaso settentrionale, in Russia, affluente di sinistra del Terek. Scorre nell'Ossezia Settentrionale-Alania.

## Descrizione
L'Ardon è formato dalla confluenza dei fiumi Mamisondon, Nardon, Adajkom e Cmiakomdon, che a loro volta hanno origine dai ghiacciai della catena principale del Caucaso. Scorre verso nord-nord-est attraverso il territorio della riserva naturale dell'Ossezia settentrionale (Северо-Осетинский заповедник). Prima di raggiungere le pendici della pianura osseta, il fiume scorre attraverso la profonda gola di Alagir. Vicino alla città di Alagir, il fiume entra nella pianura, dove le sue acque vengono utilizzate per l'irrigazione. Poi tocca la città di Ardon che si trova a 7 km dalla confluenza del fiume nel Terek. 
L'Ardon ha una lunghezza di 102 km, l'area del bacino idrografico è di 2 700 km². La portata d'acqua media è di 29 m³/s. Sfocia nel Terek a 487 km dalla foce. A soli 200 m dalla foce riceve da sinistra l'affluente Gizel'don.